# عملات ذهبية بهلوية

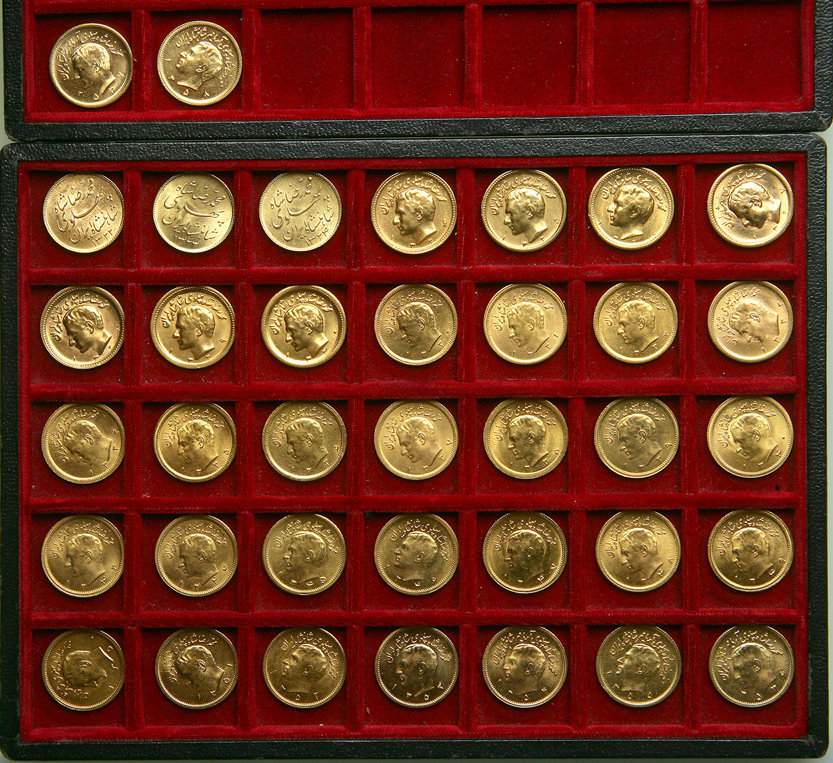
مجموعة من العملات البهلوية من عام 1943 إلى عام 1979

"العملات البهلوية" (الفارسية: سکه پهلوی) كانت العملات الذهبية الرسمية لإيران من عام 1926 إلى عام 1979، ومصطلح "بهلوي" هو عملة هذه العملات. حَلت هذه العملات محل عملات قاجار تومان الذهبية عندما تولى رضا شاه بهلوي السلطة في عام 1925 وتغير النظام النقدي في عام 1926. بعد ثورة 1979 في إيران، غُير اسم هذه العملات إلى "بهار آزادي".

## تاريخ

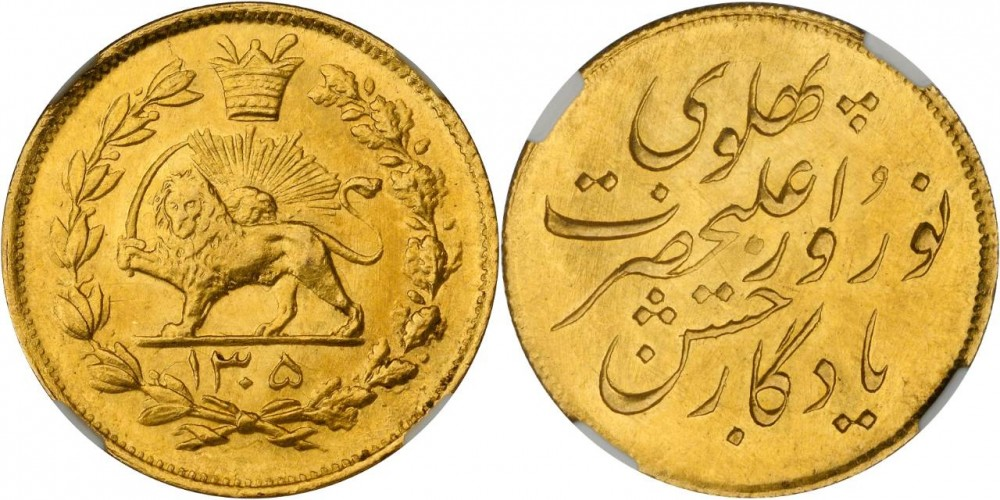
آخر عملة ذهبية إيرانية بنظام التومان؛ بمناسبة احتفالات عيد النوروز ؛ 1926

أولى العملات البهلوية، التي سُكت بين عامي 1926 و1929، مُشابهة للعملات القاجارية من حيث نقاء الذهب (0,900) وحوافه (أغصان البلوط والزيتون)، لكنها اختلفت في التصميم، النوع، التسلسل الزمني، الوزن، ونظام التقويم. في الواقع، في هذه الفترة، فقط في عام 1926، استُخدم معيار التومان (2,85 غرام) لسك العملات الذهبية.
وهكذا، أُزيلت عملات الألفي دينار (خمس تومان) وخمسة آلاف (نصف تومان) من العملات القاجارية الذهبية بشكل عام، استبدلت العملات البهلوية من فئة واحد، اثنين، وخمسة بهلوي بعملات من فئة واحد، اثنين، وخمسة تومان.

## قواعد سك النقود البهلوية

### قواعد سك العملة الذهبية في عهد رضا شاه

#### قانون تحديد وحدة العملة ومقياسها
مصادر
صدر هذا القانون في مجلس الأمة بتاريخ 14 مارس 1930م، يتكون من 14 مادة، منها:
المادة 1- الميزان الذهبي: العملة القانونية في إيران هي الريال الذهبي، أي ما يعادل مائة دينار.
المادة 2- العملات المعدنية ومقاييسها.
عملة ذهبية: عشرون ريالاً تُسمى عملة بهلوية ذهبية. عشرة ريالات تُسمى نصف عملة بهلوية ذهبية.
المادة 3- الوزن الصافي ووزن العملة.
يعادل الريال 0.3661191 غرام من الذهب الخالص.
تحتوي العملة الذهبية البهلوية (ما يعادل عشرين ريالاً) على 7.322382 غرامًا من الذهب الخالص، ويجب استخدام كيلوغرام واحد من الذهب الخالص في 136.57 قطعة من العملة الذهبية البهلوية.
يبلغ وزن العملة الذهبية نصف البهلوية 3.661191 غرامًا من الذهب الخالص، يجب استخدام كيلوغرام واحد من الذهب الخالص لِصنع 273.2 قطعة من العملات المعدنية نصف البنس.
ملحوظة- درجة العملات الذهبية هي 900 لكل 1000 من الذهب الخالص و 100 لكل 1000 من النحاس.
المادة 4- يجب أن يكون الحد الأقصى لوزن ودرجة عدم التأكد من النقاء لكل قطعة ذهبية 0.002.
المدة 5- شكل العملة.
أ- جميع عملات المذكورة اعلاه دائرية الشكل.
ب- تحمل العملات الذهبية على أحد وجهيها صورة ملك إيران وعلى الوجه الآخر الأسد والشمس كشعار النبالة، القيمة، وتاريخ سكها
المادة 6- حق سك العملة.
يَقتصر الحق الحصري في سكّ جميع العملات الذهبية في إيران على دار سك العملة الحكومية؛ ومع ذلك، يُتاح سك العملات الذهبية لعامة الناس، على ألا تتجاوز رسوم سك العملة لكل كيلوغرام من الذهب الخالص عشرة ريالات.
تناولت مقالات أخرى العملات المعيبة، المزيفة، والعملات الذهبية أو السبائكية (كعمود فقري للعملة)، تاريخ انتشار الريال، رخصة استيراد الذهب، شراء الحكومة للذهب، وتاريخ تطبيق القانون.
لعل هذه كانت المرة الأولى في تاريخ سك العملة في إيران التي يؤخذ فيها بعين الاعتبار عدم اليقين في القانون.
ومع تغيير وزن وحجم العملة الذهبية "بهلوي واحد"، أصبحت هذه العملة تُعادل تقريباً في الوزن والقطر العملة البريطانية التي بدأها جورج الثالث في عام 1817.

#### تعديل القانون
كانت التغييرات التي شُرعت في 13 مارس 1932 للقانون المذكور على النحو التالي:
المادة 1- تُعدل القرارات السابقة على النحو التالي:
أ- عملة ذهبية من فئة 100 ريال تُسمى بهلوي. عملة ذهبية من فئة خمسين ريالًا تُسمى نصف بهلوي.
ب- ريال واحد يعادل 0.033322882 غرام من الذهب الخالص.
المادة 2 - اعتباراً من 21 مارس سنة 1932 م، تصبح عملات البهلوية من فئة واحد ونصف ريال، العملات الفضية من فئة نصف ريال، ريال واحد، ريالين، وخمسة ريالات، عملات النيكل من فئة خمسة، عشرة، وخمسة وعشرون ديناراً، والأوراق النقدية الأمريكية الصادرة في نيويورك سارية المفعول.
المادة 3 - منذ صدور القانون، حُظر سكّ العملات الذهبية، الفضية، والنيكل السابقة بالعملات الشاهي والقيرانية.
كما يوضح التعديل، وخاصة في حالة انخفاض قيمة الريال مقابل الذهب، وانخفاض نقاء العملات الفضية من 0.900 إلى 0.828، فإن استخدام مصطلح "استعادة الوضع الاقتصادي الطبيعي" في المادة 10 من التعديل، فرض قيود على إصدار الذهب، استيراد الفضة، وتوحيدهما بإذن من مجلس الوزراء في المادة 12 من التعديل، يُشير إلى الأزمة المالية التي شهدتها إيران في ذلك الوقت. يعود سبب هذهِ الأزمة الاقتصادية إلى انخفاض قيمة الفضة في أواخر 1920 و1930، لأن تعتمد العملة الإيرانية آنذاك على الفضة.

### قواعد سك العملة الذهبية في عهد محمد رضا شاه

#### قانون العملة الذهبية
أقر القانون من قِبل المجلس الوطني في 12 مارس 1958 ومجلس الشيوخ في 17 أبريل 1958، الذي تضمن سبع مواد وملاحظة واحدة:
المادة 1 - تُشير هذه المادة إلى حجم، وزن، قطر، وحد وزن العملات البهلوية، الملخصة في الجدول 2 أدناه.
تُشير مواد أخرى إلى الشكل، التصميم، الدرجة، والدرجة المحدودة (0,002)، احتكار سك العملة، ووزارة المالية كمنفذ لها. كما يتضمن هذا القانون تغيير قطر ربع قطر البهلوي من 14 ملم إلى 16 ملم.
| مقاس       | وزن الذهب الخالص (غرام) | وزن العملة (غرام) | القطر (ملم) | عدم اليقين في الوزن (غرام) | الوزن بالأونصة في قانون كور | تاريخ سك العملة |
| ---------- | ----------------------- | ----------------- | ----------- | -------------------------- | --------------------------- | --------------- |
| عشرة       | 73.223820               | 81.36             | 50          | -                          | 0.002                       | 1976- 1980      |
| خمسة       | 36.611910               | 40.68             | 40          | 0.002                      | 0.002                       | 1960- 1980      |
| اثنان ونصف | 18.305955               | 20.34             | 30          | 0.0025                     | 0.0025                      | 1959- 1979      |
| واحد       | 7.322382                | 8.13              | 22          | 0.0025                     | 0.005                       | 1941- 1980      |
| نصف        | 3.661191                | 4.07              | 19          | 0.005                      | 0.005                       | 1941-1980       |
| ربع        | 1.8305955               | 2.03              | 16          | 0.005                      | 0.01                        | 1953-1980       |
| خسروي      | 0.9152975               | -                 | 14          | 0.0075                     | -                           | أبداً            |

#### تصحيح قانون العملات الذهبية
تناول القانون الذي أقر في 16 مارس 1976 في مجلس الشورى الإسلامي زيادة عدم التيقن في أوزان العملات البهلوية من فئة "اثنين ونصف"، "واحد"، "نصف"، و"ربع"، وترخيص سك العملة البهلوية من فئة "عشرة" وإضافة عبارة لترخيص سك العملة الذهبية التذكارية.

## عملات بهلوية في عهد رضا شاه
تنقسم هذه العملات إلى نوعين اعتمادًا على التصميم، الوزن، وقطر العملة.

### عملات بهلوية من النوع الأول

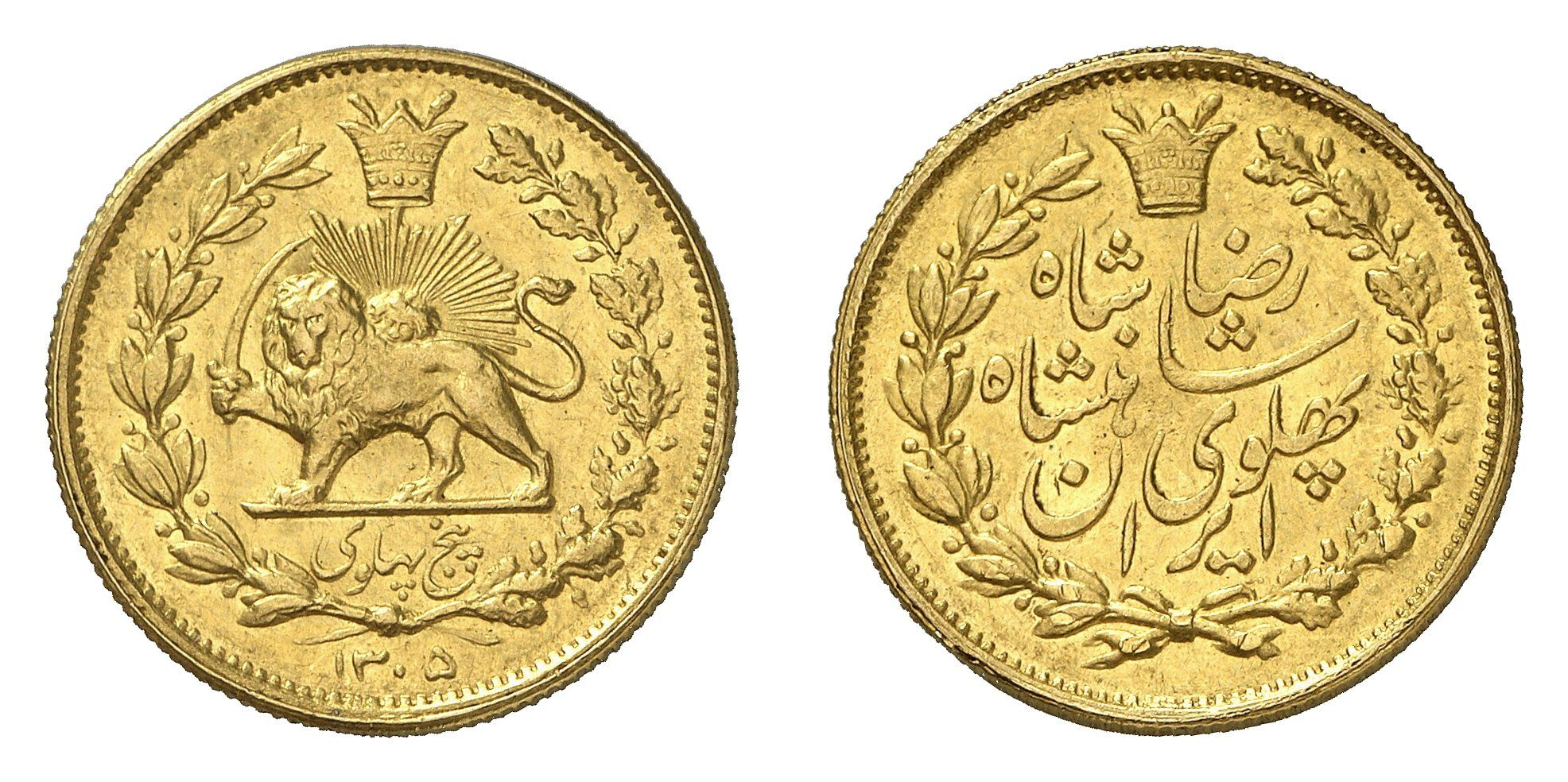
عملة بهلوية من فئة الخمس نجوم (من النوع الأسطوري) من عهد رضا بهلوي؛ 1926

تُصنف هذه العملات إلى نوعين: نوع النقش ونوع الصورة الشخصية.

#### عملات بهلوية من نوع النقش لرضا شاه
تشمل هذه العملات عملة بهلوية واحدة، اثنتين، وخمس عملات، سُكت فقط في عام 1926. يحمل كلا وجهيها تاج القاجاري، أغصان البلوط، والزيتون، بينما يحمل وجهها الآخر شعار الأسد والشمس (شعار النبالة)، وهو مشابه جدًا في هذا الجانب للطومان الذهبي القاجاري. الفرق الوحيد هو كتابة لقب رضا شاه "رضا شاه بهلوي شاهنشاه إيران"- في النقوش الفارسية: "رضا شاه پهلوی شاهنشاه ایران" على العملة، وتغيير التقويم من العربي/القمري إلى الفارسي/الشمسي. تُعد هذه العملات، وخاصةً العملة البهلوية الخمسة (التي سُكت من 271 قطعة)، من بين العملات الذهبية النادرة.

#### عملات بهلوية من نوع بورتريه رضا شاه
هذه السلسلة من العملات، المعروفة أيضًا باسم "القبعة الصغيرة"، هي عملات بهلوية من فئة واحدة، اثنين، وخمسة، اختلفت اختلافًا كبيرًا عن العملات الأخرى من حيث التصميم، إذ يظهر على وجهها صورة رضا شاه ذي الثلاثة وجوه مع قبعة بهلوية، وفوق رأسه لقب "رضا شاه بهلوي شاهنشاه إيران" على شكل نصف دائرة. أما على ظهر العملة، استُبدل تاج القاجار بتاج البهلوي، مع حذف الأسد والشمس، وتغطية القيمة النقدية لكامل مركز العملة.

### عملات بهلوية من النوع الثاني

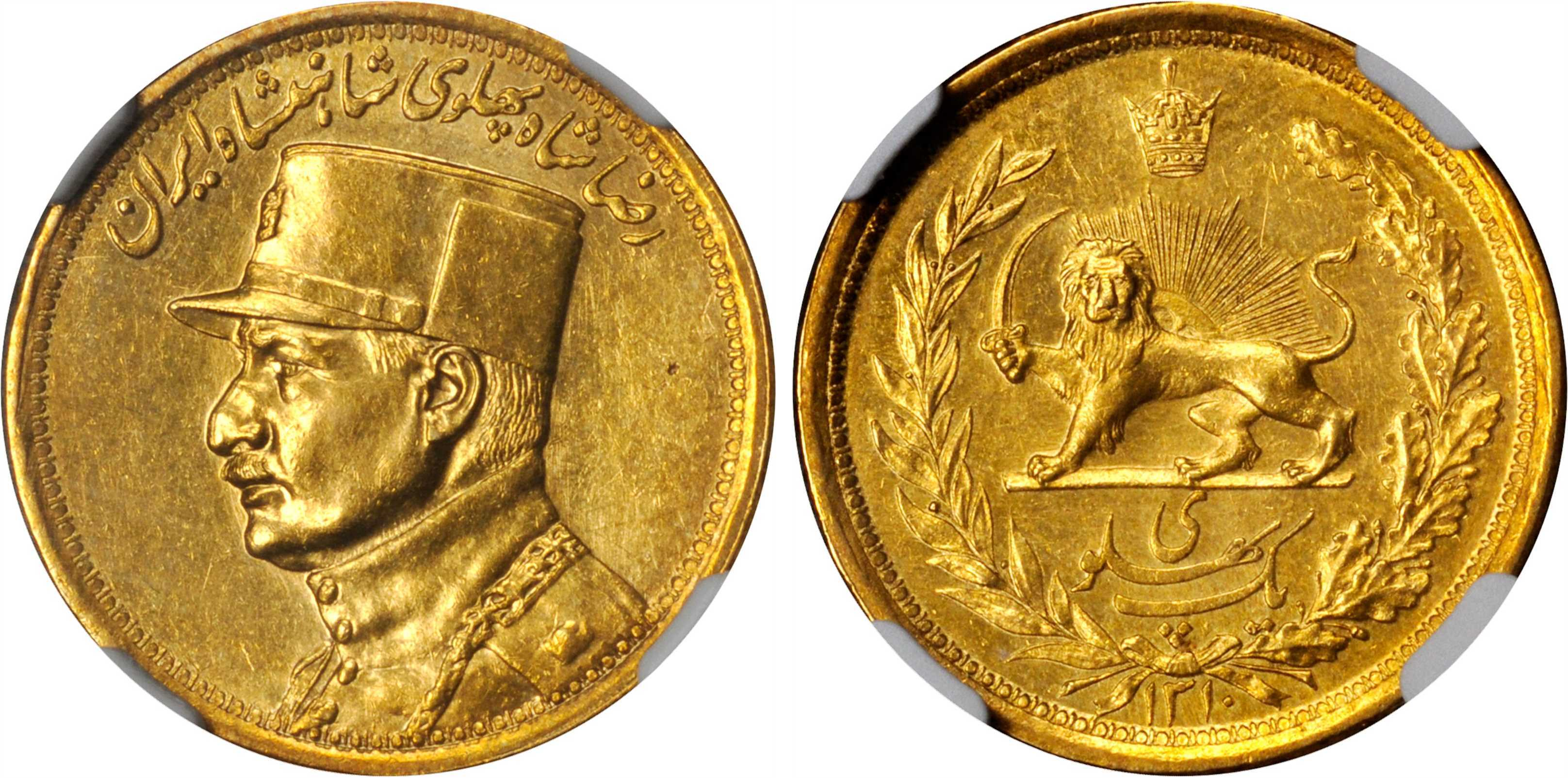
عملة بهلوية واحدة من عهد رضا بهلوي (النوع الثاني)؛ 1931. تم سك 304 قطعة فقط من هذه العملة.

يشمل هذا النوع من عملات رضا شاه البهلوية عملات "نصف" و"واحدة بهلوية"، تختلف في الشكل، الوزن، والحجم عن عملات النوع الأول. يظهر على الوجه الأيسر تمثال نصفي لرضا شاه ولقبه، بينما أُعيد على الوجه الخلفي رسم الأسد، الشمس، وأوراق البلوط والزيتون.
العملة الثانية من العصر البهلوي وزنها 8.131592 غرام، سُكت في عام واحد فقط وفي 304 قطعة.

## عملات بهلوية في عهد محمد رضا شاه
سُكت هذه العملات منذ البداية وحتى تولي محمد رضا بهلوي الحكم من عام 1941 إلى عام 1977، بما في ذلك عملات الربع، النصف، الواحد، الاثنان ونصف، الخمسة، والعشرة بهلوي، وآخر تاريخ سَك عليها هو عام 1979 (1358). الغرض من سكّ العملات بتاريخ لم يُحدد بعد هو تحضير العملات بتاريخ اليوم لتوزيعها في العام الجديد. لذلك، يُمكن الافتراض أن العملات البهلوية التي يعود تاريخها إلى عام 1979 (1358) بعد ثورة 1979 قد سُحبت بشكل غير قانوني من دار السك. كما أن وجود عملات معدنية عليها التقويم الإسلامي الشمسي بعد تغيير التقويم من الإسلامي الشمسي إلى الإمبراطوري/ الفارسي مهم جداً لأنه يُشير إلى أن نظام محمد رضا بهلوي بعد تغيير التقويم من الإسلامي الشمسي إلى الإمبراطوري/ الفارسي الذي واجه معارضة دينية، على الرغم من مرور ثلاث سنوات على إطلاقه، كان يهدف إلى استعادة أصل التقويم الإسلامي الشمسي.

### عملات ذهبية بهلوية لمحمد رضا (نقش)
سُكت عملات محمد رضا بهلوي الذهبية ذات الطابع النقش بين عامي 1941 و1945، متوفرة بحجمين: نصف وواحد. يتطابق وجه هذه العملات مع وجه رضا شاه، آخر سلسلة من عملات بهلوي واحدة، مع اختلاف في تاريخ السك فقط، وهو مطبوع عليه. يحمل وجهها لقب الشاه وتاريخ سكها. لذا، فهي العملات الذهبية الوحيدة في إيران التي تحمل نفس التاريخين على وجهيها. تزامنت عملات عامي 1941 (1320) و1942 (1321) مع وجود الحلفاء في إيران، ربما لهذا السبب، سُكّت بكميات قليلة جدًا، مما يجعلها نادرة جدًا. لم تُسك العملات ذات طابع النقش بنصف البهلوي في عام 1945 (1324).

### عملات محمد رضا شاه البهلوية
تعود تواريخ سك هذه العملات إلى الفترة من 1945 (1324) إلى 1979 (1358)، تُعرض بأحجام تتراوح بين ربع وعشرة بهلوي. تُسمى هذه العملات أيضًا بنهاية الحكم البهلوي، باستثناء العملات التذكارية. تُصنف العملات الذهبية من فئة نصف بهلوي وواحد بهلوي إلى نوعين: عملات بهلوية بارزة وعملات بهلوية عادية.

#### عملات بهلوية بارزة
سكت هذه العملات المعدنية، بين عامي 1945 (1324) و1951(1330)، لها حجمان: نصف بهلوي وواحد. نقش هذه العملات وصورها على وجهيها ليست دقيقةً ومفصلةً، مما يُخلط أحيانًا بينها وبين العملات المزيفة. أما عملة نصف بهلوي البارزة لعام 1951 (1330) فهي نادرة.

#### عملات ذهبية بهلوية (صورة شخصية)
تأتي هذه العملات المعدنية بأحجام "ربع"، "نصف"، "واحد"، "اثنين ونصف"، "خمسة" و"عشرة" البهلوية.

##### الربع البهلوي
انتجت هذه العملة بكميات كبيرة لأول مرة عام 1953، صُنعت بقطرين: 14 و16ملم. سُكت عملات ربعية بقطر 14 ملم بين عامي 1953 و1957، وعملات ربعية بقطر 16 ملم بين عامي 1337 و1358. منذ عام 1974، ومع إضافة كلمة "آریامهر" إلى لقب الشاه، أُضيف مصطلح "محمد رضا شاه بهلوي آریامهر شاهنشاه إيران" إلى العملة. في عامي 1977 و1978، ومع تغيير التقويم الرسمي لإيران من التقويم الشمسي إلى التقويم الإمبراطوري، أصبح تاريخ هاتين العملتين 2536 و2537 على التوالي.
سُكت عملة الربع البهلوي، التي أُقيمت تخليدًا لذكرى تتويج عام 1967، في عام 1346. يحمل وجه هذه العملة أربعة أرقام من تاريخ 26 أكتوبر 1967 (46 آبان)، وعبارة "بمیمنت جشن تاجگذاری" (بالفارسية) على الوجه الآخر. استُخدمت قوالب عملات الربع البهلوي من السنوات السابقة في سكّها، مما يجعل هذه العملة ذات جودة سكّ منخفضة.
وهكذا سُكت أربعة إصدارات من ربع العملة البهلوية في عهد محمد رضا شاه: العملة 14 ملم، العملة العادية، عملة الأريامهر، والربع العملة البهلوية التذكارية.

##### نصف عملة ذهبية بهلوية
طُرح هذا النوع من العملات المعدنية المسطحة (مقابل البارزة) في السوق لأول مرة عام 1951. تضم هذه العملة أيضًا فئات متنوعة من العملات العادية والأريامية، سُك النوع الأول من عام 1951 (1330) إلى عام 1974 (1353)، سُك النوع الثاني من عام 1975 (1354) إلى عام 1979 (1358). أما تاريخ إصدار العملات في عامي 1977 و1978 فهو 2536 و2537 على التوالي.

##### عملة ذهبية بهلوية واحدة

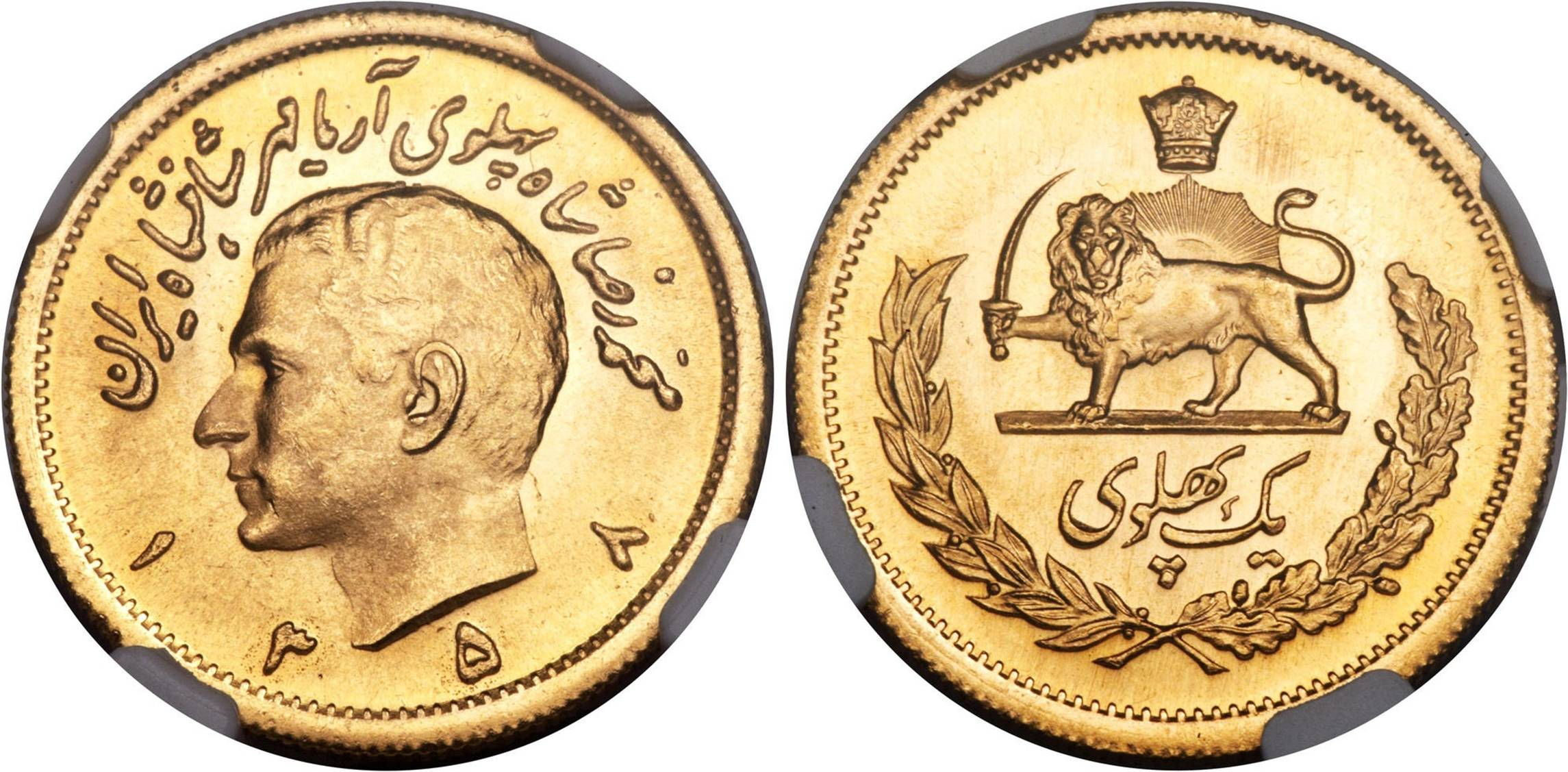
آخر عملة بهلوية لمحمد رضا بهلوي؛ سُكّت في عام 1979 لـ1980.

بدأ سك هذه العملة المعدنية كنصف عملة من عام 1951 وانتهى بتاريخ 1979. في عامي 1962 و1963 لم تُسك، كانت عملات عامي 1952 و1953، سُكت في نفس وقت حركة تأميم صناعة النفط، ورحيل محمد رضا بهلوي عن إيران، متبوعًا بانقلاب 19 أغسطس 1953، منخفضة للغاية، وفي هذا الصدد، صُنفت على أنها عملات نادرة.

##### عملة ذهبية من عهد بهلوي اثنان ونصف

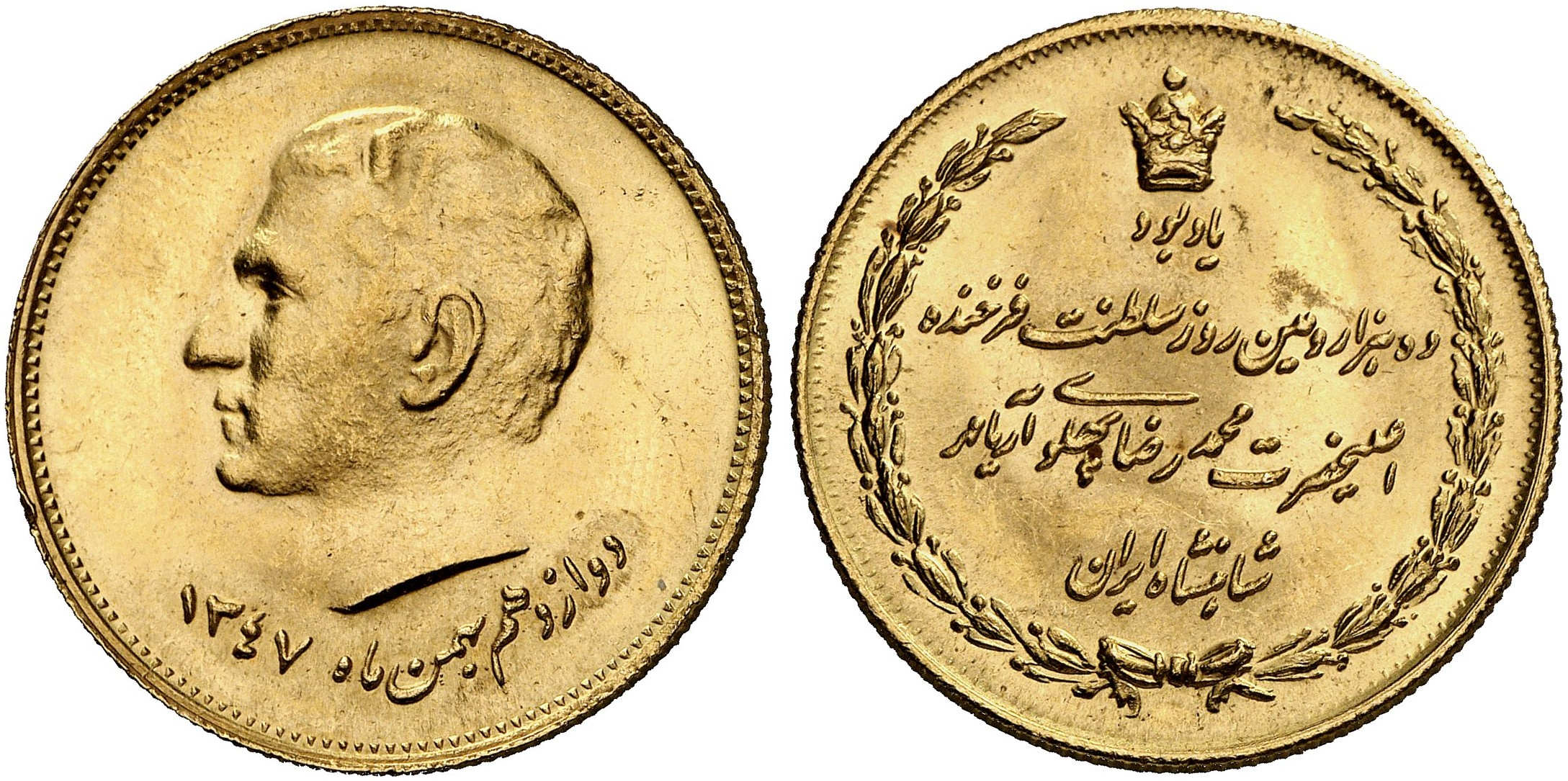
ميدالية تذكارية بمناسبة مرور عشرة آلاف عام على عهد محمد رضا بهلوي؛ 1969. في ذلك العام، لم يتم سك عملة معدنية بقيمة اثنين ونصف بهلوي.

سُكت أول عملتين ونصف بهلويتين عام 1959 تخليدًا لذكرى زفاف محمد رضا بهلوي وفرح، بكميات قليلة جدًا. هذه العملة هي العملة الوحيدة التي لا قيمة لها، ولم يُحدد سبب اعتبارها عملة تذكارية. سُكت عملات من فئة اثنين ونصف بهلوي بشكل غير منتظم في 1960، وبشكل دوري بين عامي 1971 و1979. لم تُشاهد هذه العملة بتاريخ 1358. أُضيف إليها اسم "أريامهر" منذ عام 1975. وبالتالي، يمكن رؤية هذه العملة بثلاثة إصدارات مختلفة: تذكارية للزفاف الملكي، عادية، وأريامهر. سُكت ميدالية بحجم "اثنان ونصف بهلوي" واحتفالاً بالذكرى 10,000 لعهد محمد رضا بهلوي "في الأول من فبراير عام 1969 (1347)، سُميت خطأً باسم "اثنان ونصف بهلوي" بسبب الحجم. سُكت هذه الميدالية في سك عالٍ، لذا فإن سعرها أقل من أو يساوي "اثنان ونصف بهلوي". ومن المثير للاهتمام أن "اثنان ونصف بهلوي" لم تُسك في هذا العام (1969-1347).

##### خمسة عملة ذهبية من العصر البهلوي
يعود تاريخ سكّ هذه العملة إلى عام 1961، سُكت بانتظام على غرار عملة "البلفيتين ونصف البهلوية"؛ بشكل متقطع في 1960، ثم بشكل متواصل في 1970. لهذه العملة نوعان: عادي وأريامهر.

##### عشرة عملة ذهبية من العصر البهلوي
تحمل هذه العملة أربعة تواريخ سك فقط: 2535، 2536، 2537، و1358. عملة البهلوية فئة 10، سُكت عام 1977، هي العملة البهلوية الوحيدة التي سُكّت في هذا التاريخ، تحمل التاريخ الإمبراطوري، أما العملات البهلوية الأخرى التي سُكّت هذا العام (الربع، النصف، الواحد، الاثنان، النصف، وخمس عملات) فتحمل التاريخ الهجري. أُقيمت ذكرى عملات البهلوية فئة 10 في عامي 1977 و1978؛ أُقيمت الأولى في الذكرى الخامسة لسلالة البهلوية، والثانية في الذكرى المئوية لميلاد رضا شاه.
تحتوي العملة البهلوية التذكارية رقم 10 في الذكرى الخامسة لحكم البهلوي، على الصورتين البهلوية الأولى والثانية على وجهها الأمامي، بينما يوجد على ظهرها خمسون نقطة صلبة تقع على الحلقتين اللتين تحيطان بتاج البهلوي.
تحتوي العملة المعدنية العشرة البهلوية التي تحتفل بالذكرى المئوية لميلاد رضا شاه، على عبارة عن التاريخ على الوجه الخلفي، محاطة بأغصان من خشب البلوط والزيتون وفوقها تاج البهلوي.
تحتوي العملات المعدنية البهلوية 10 لعامي 2537 و1979 (1358) على نفس العناصر المشتركة مع العملات المعدنية البهلوية.
وهكذا فإن عملات العشر بهلوي لها أيضًا ثلاثة أنواع مختلفة: عملات الذكرى الخمسين لميلاد الإمبراطورية البهلوية، عملات الذكرى المئوية لميلاد رضا شاه، وعملات العشر بهلوي العادية.

## معرض الصور

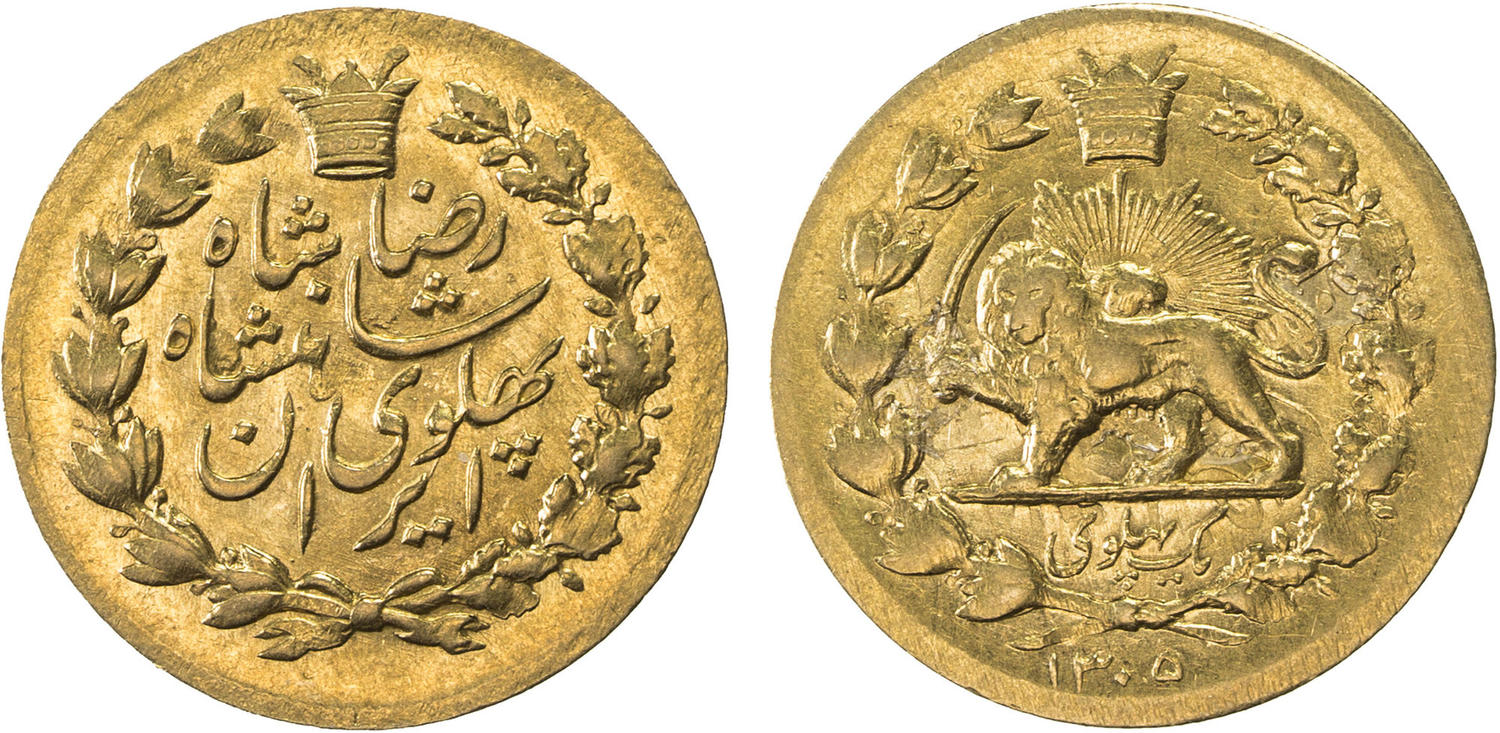
عملة بهلوية واحدة (نوع من العملات المعدنية) من عهد رضا شاه.
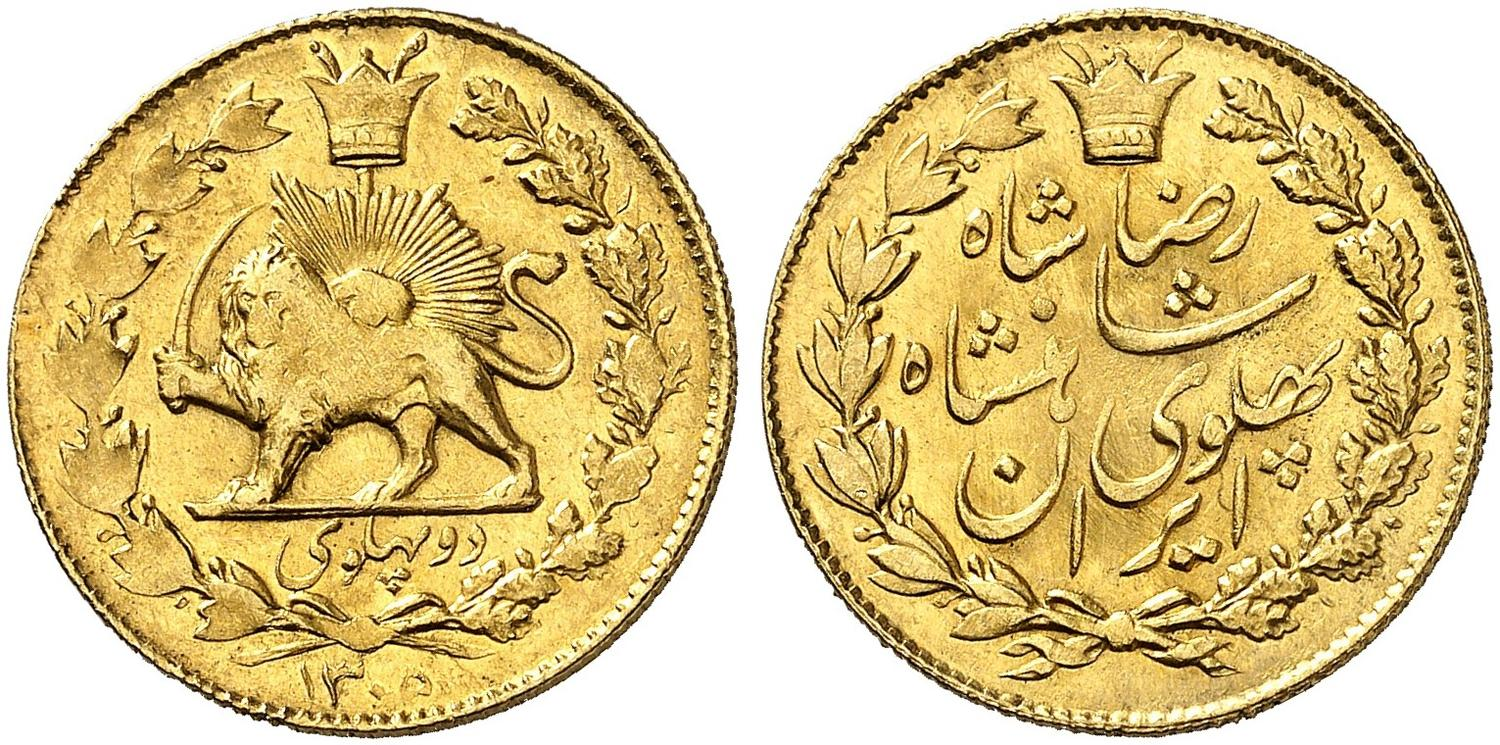
عملتان بهلويتان (نوع أسطوري) لرضا شاه
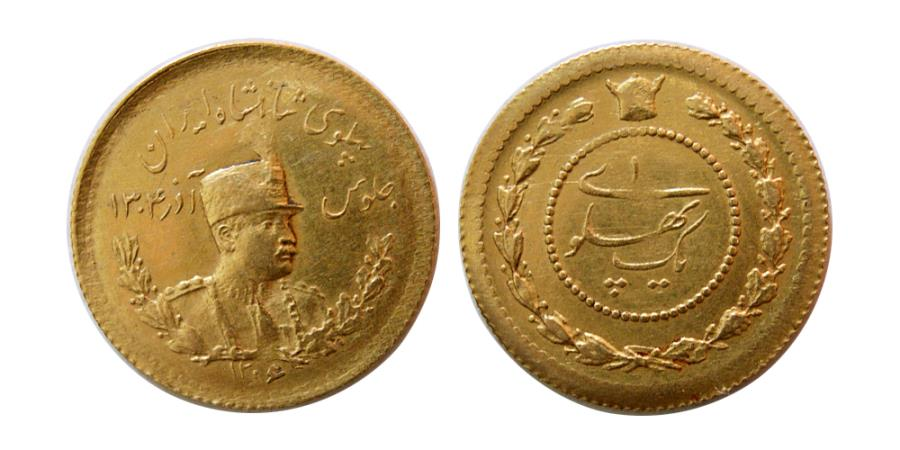
واحدة بهلوية من النوع الأول (صورة شخصية)
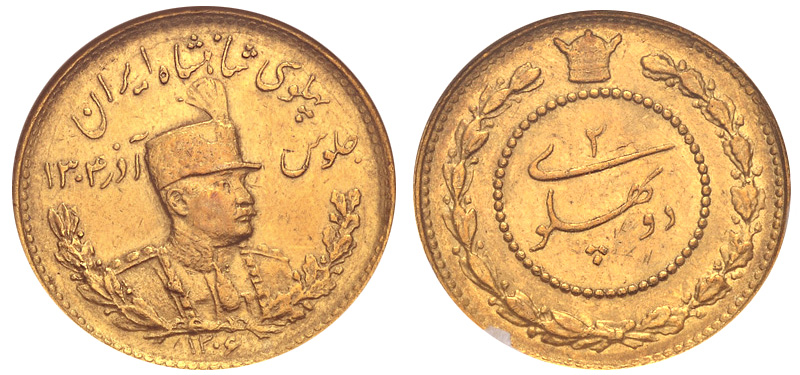
بهلويان (نوع الصورة الشخصية)
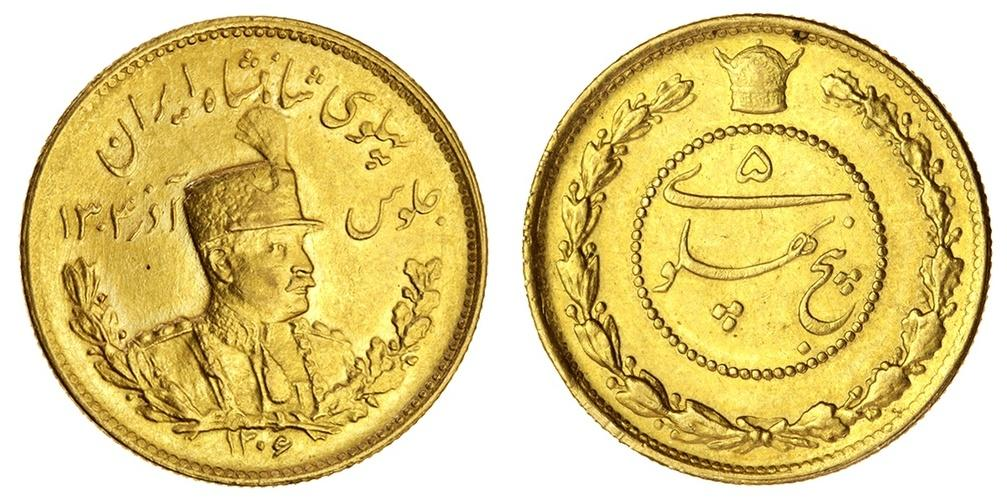
خمسة بهلويين لرضا شاه (صورة شخصية)
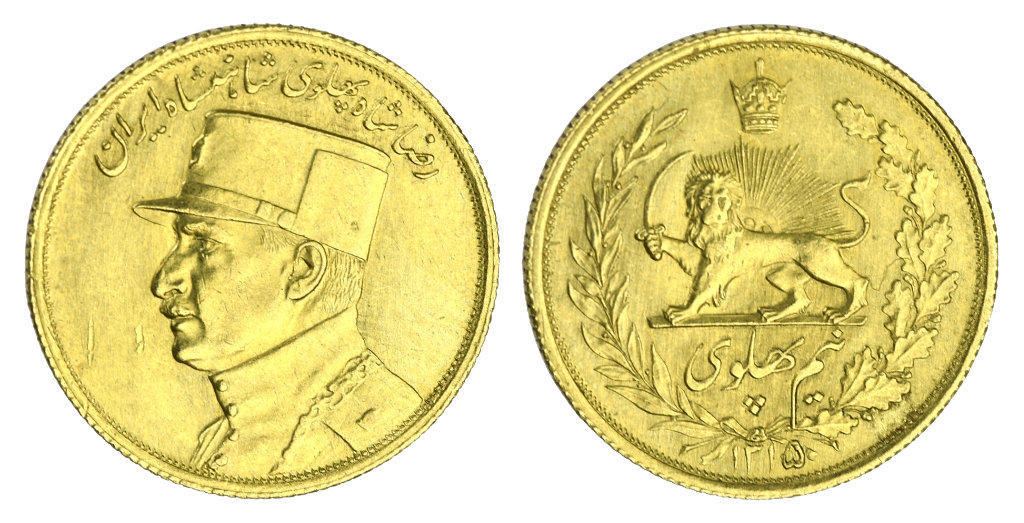
نصف عملة بهلوية لرضا شاه
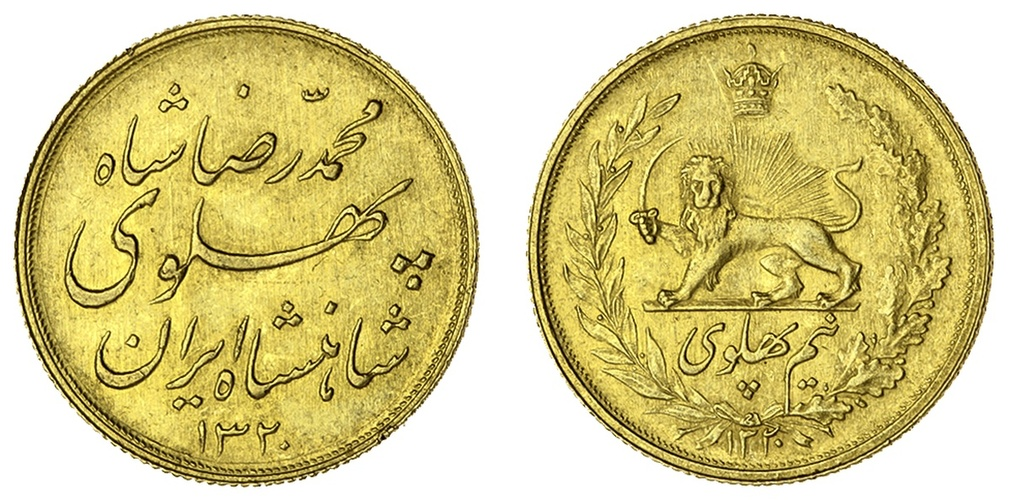
نصف بهلوي (أسطورة)
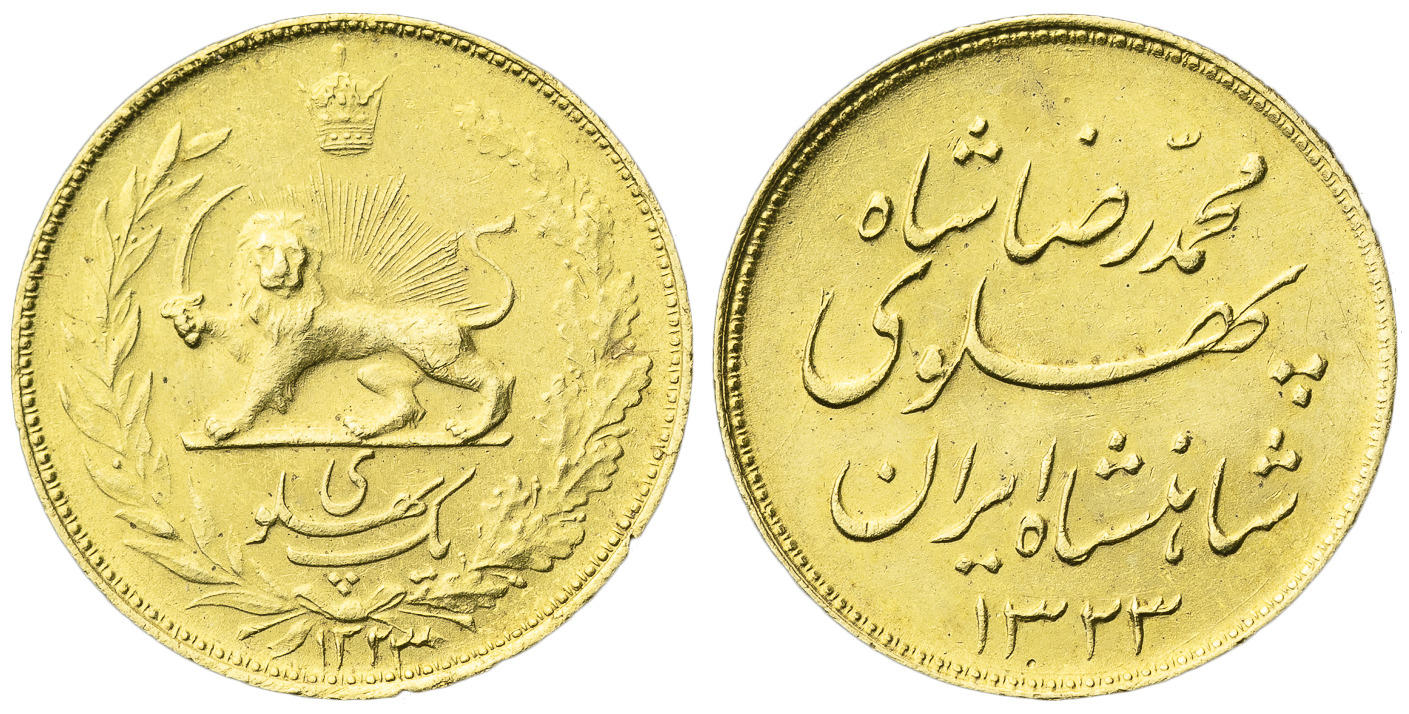
بهلوي واحد (أسطورة)
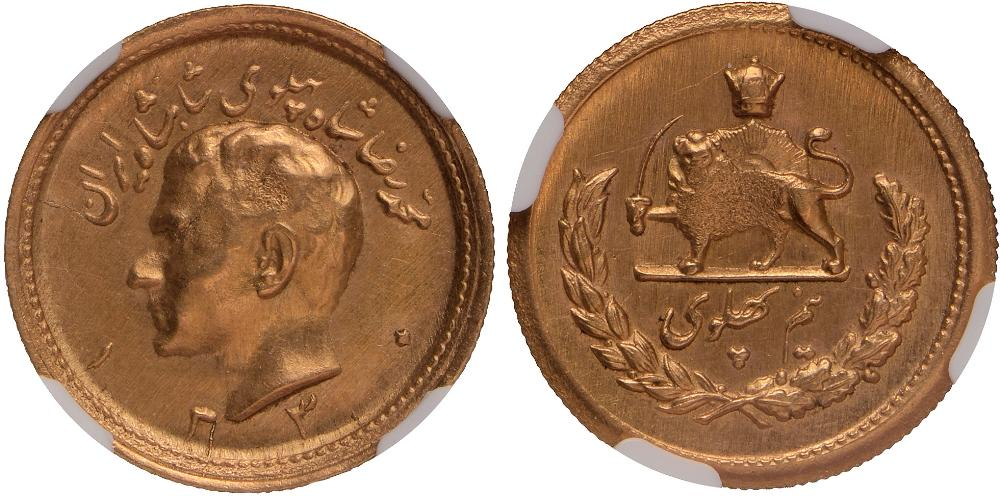
نصف بهلوي (نقش بارز)
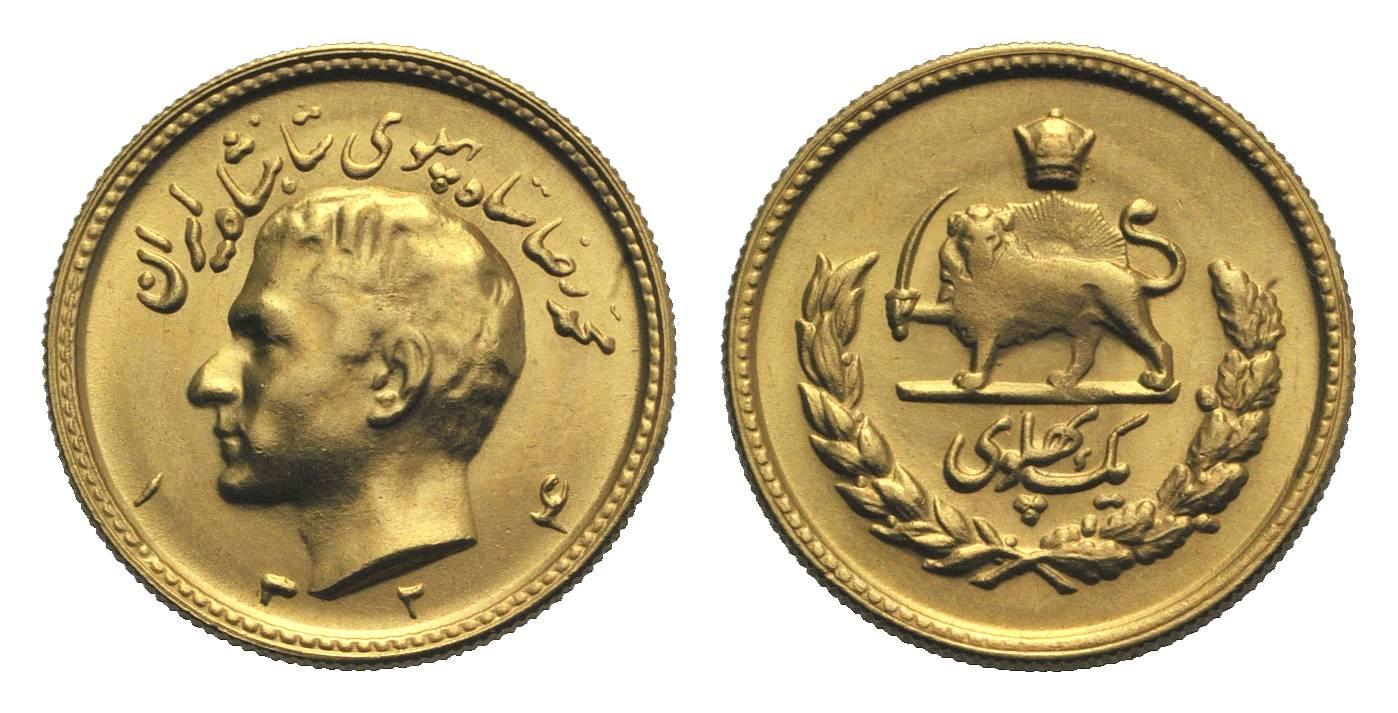
بهلوي واحد (نقش بارز)
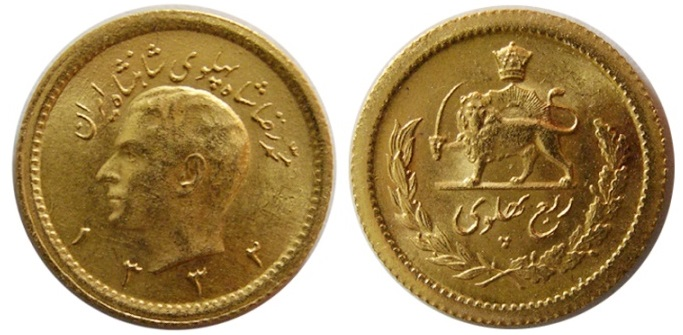
ربع بهلوي (14 مم)
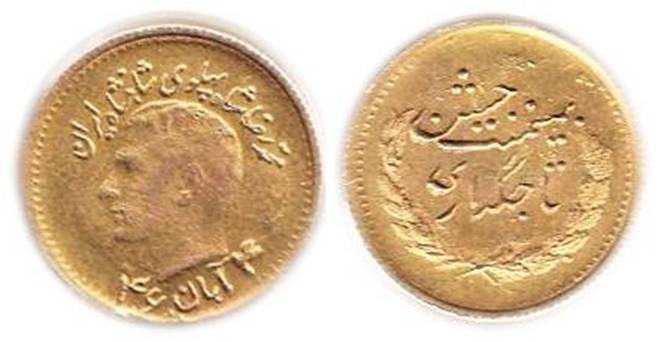
عملة تذكارية ربعية بهلوية للتتويج
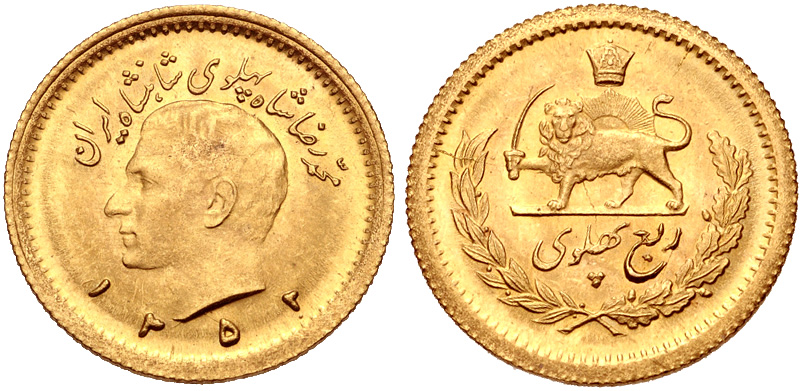
الربع البهلوي
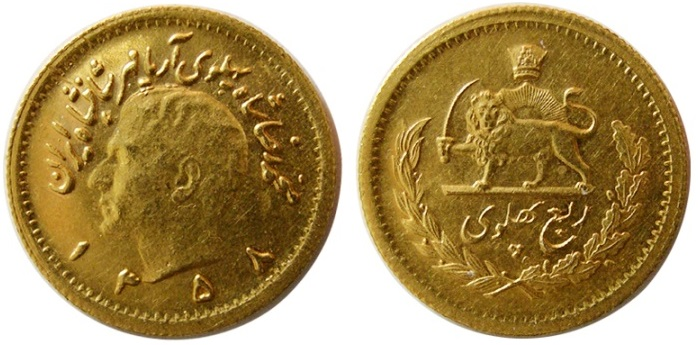
حي بهلوي (أريامهر)
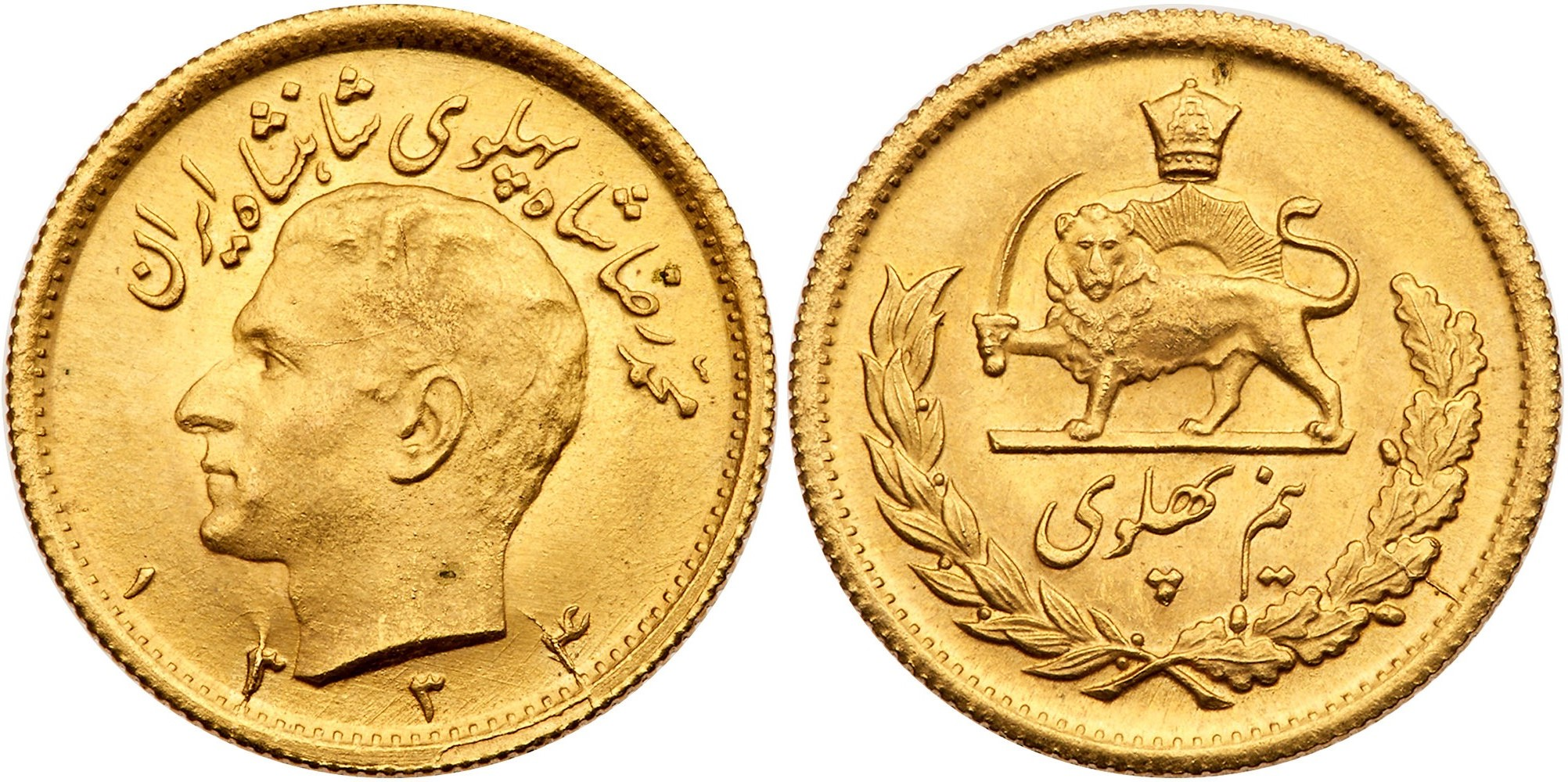
نصف بهلوي
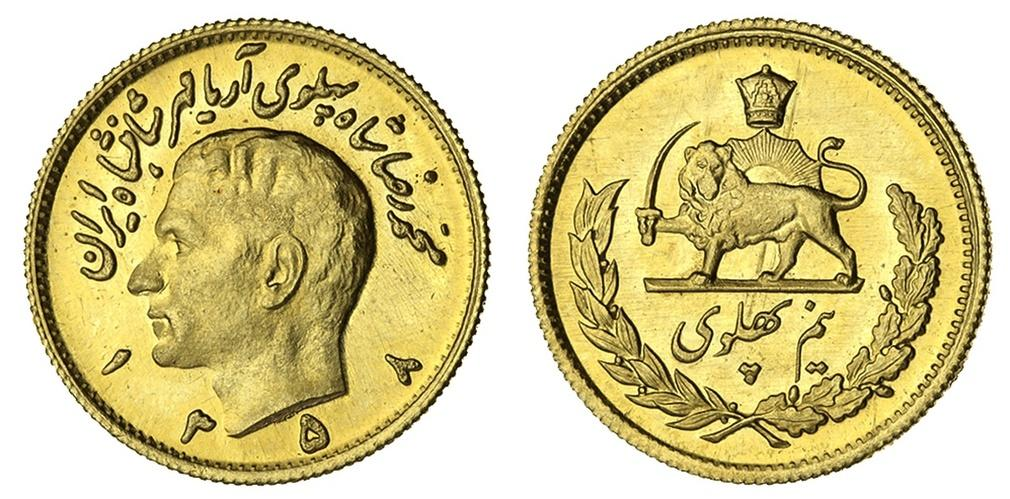
نصف بهلوي (أريامهر)
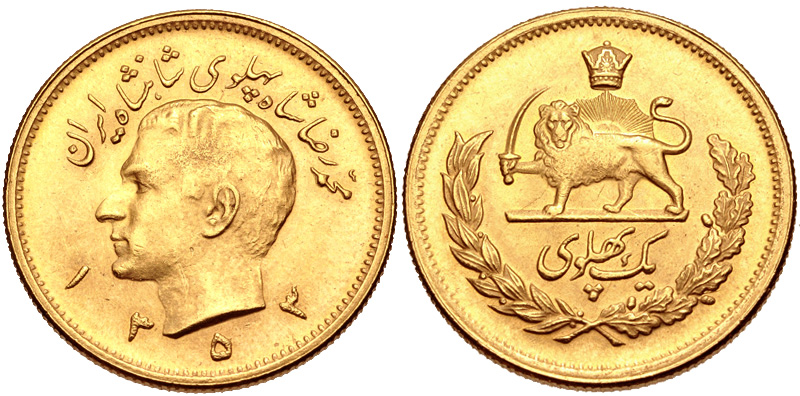
بهلوي واحد
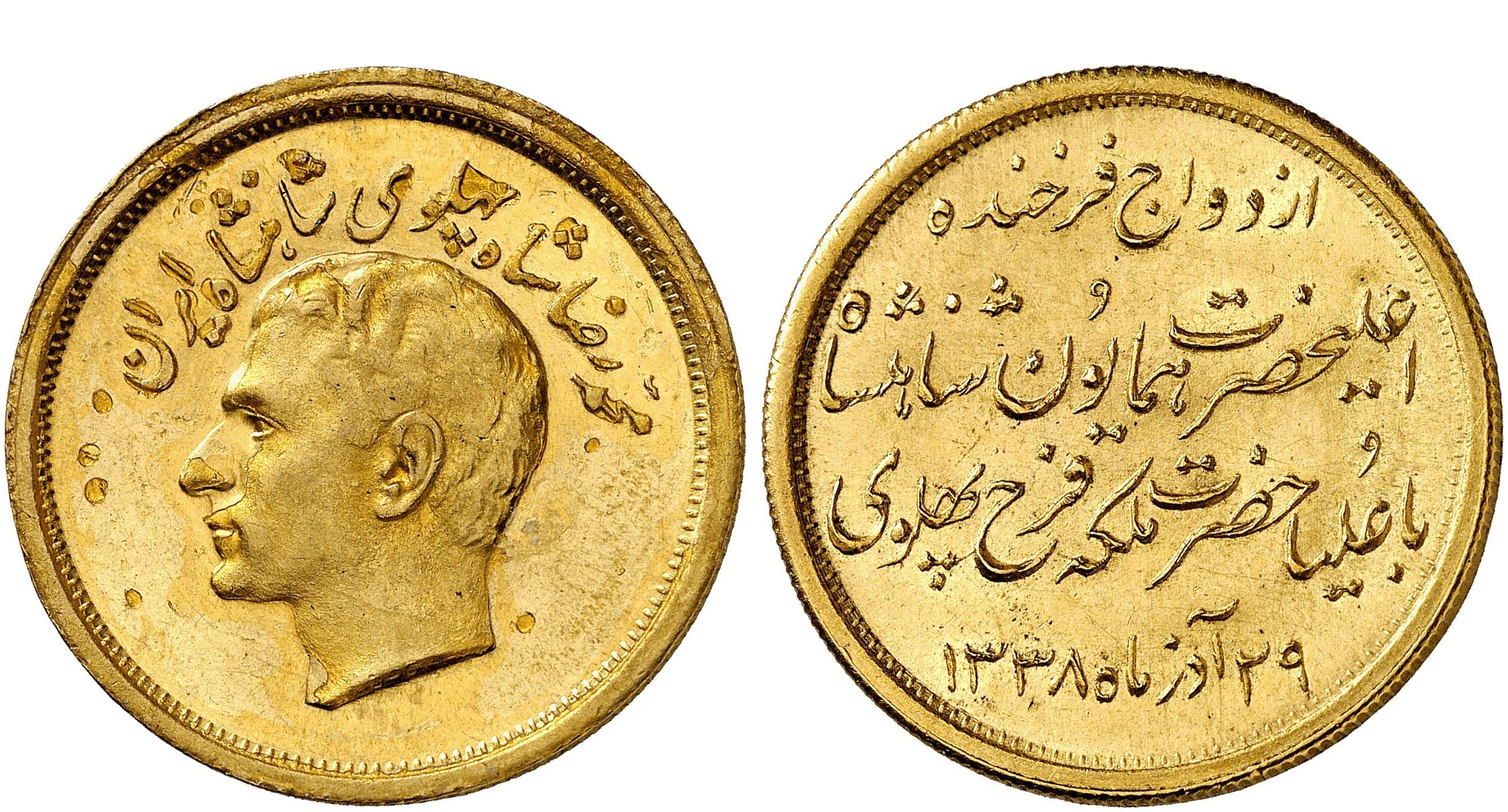
حفل زفاف ملكي (حفل زفاف ملكي)
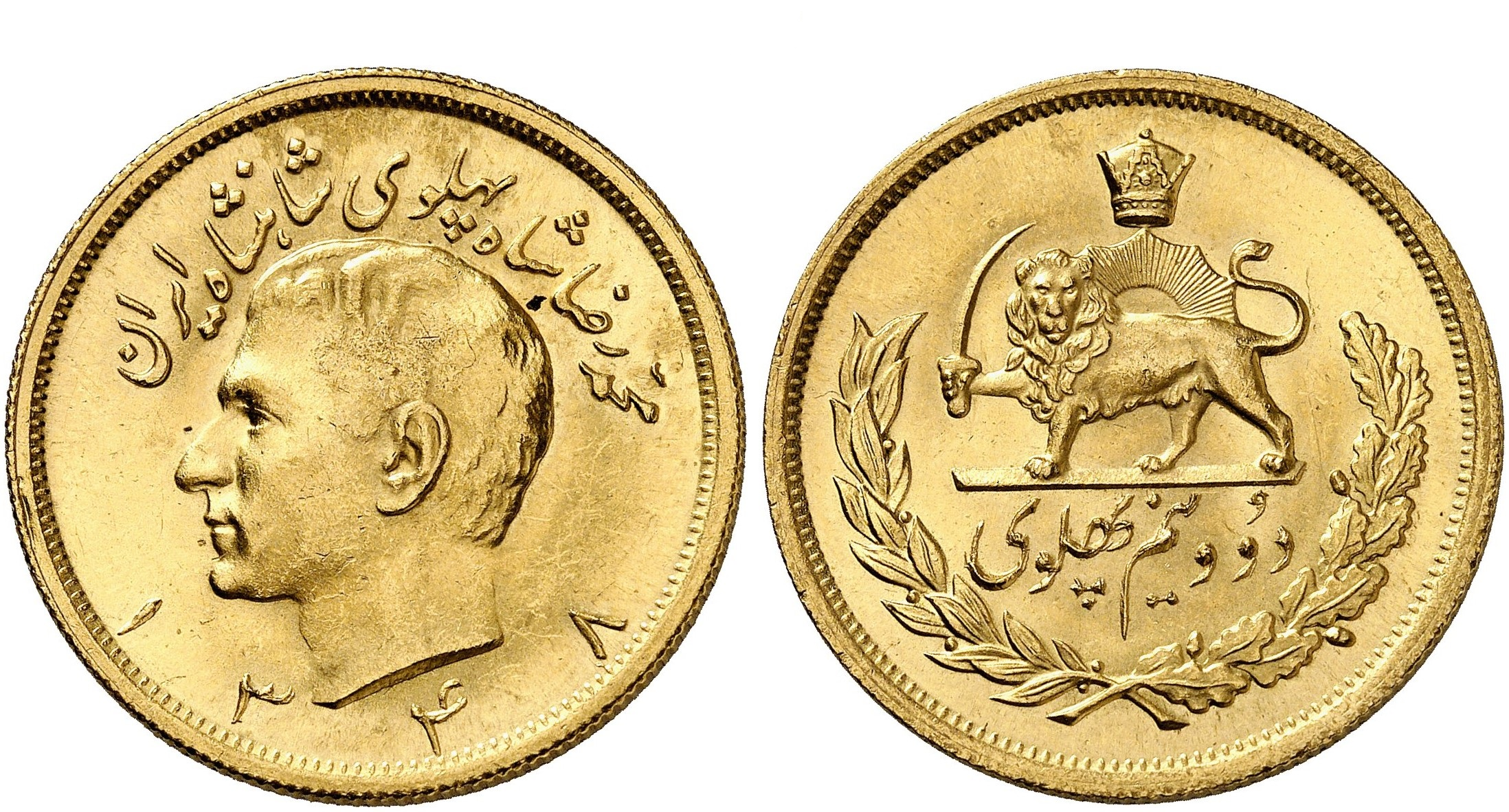
بهلويتان ونصف
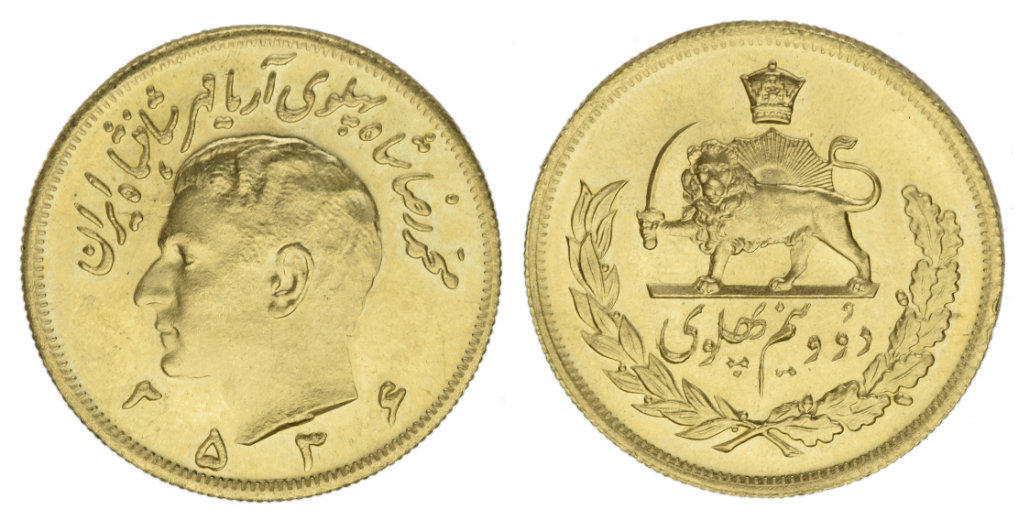
بهلويتان ونصف (أريامهر)
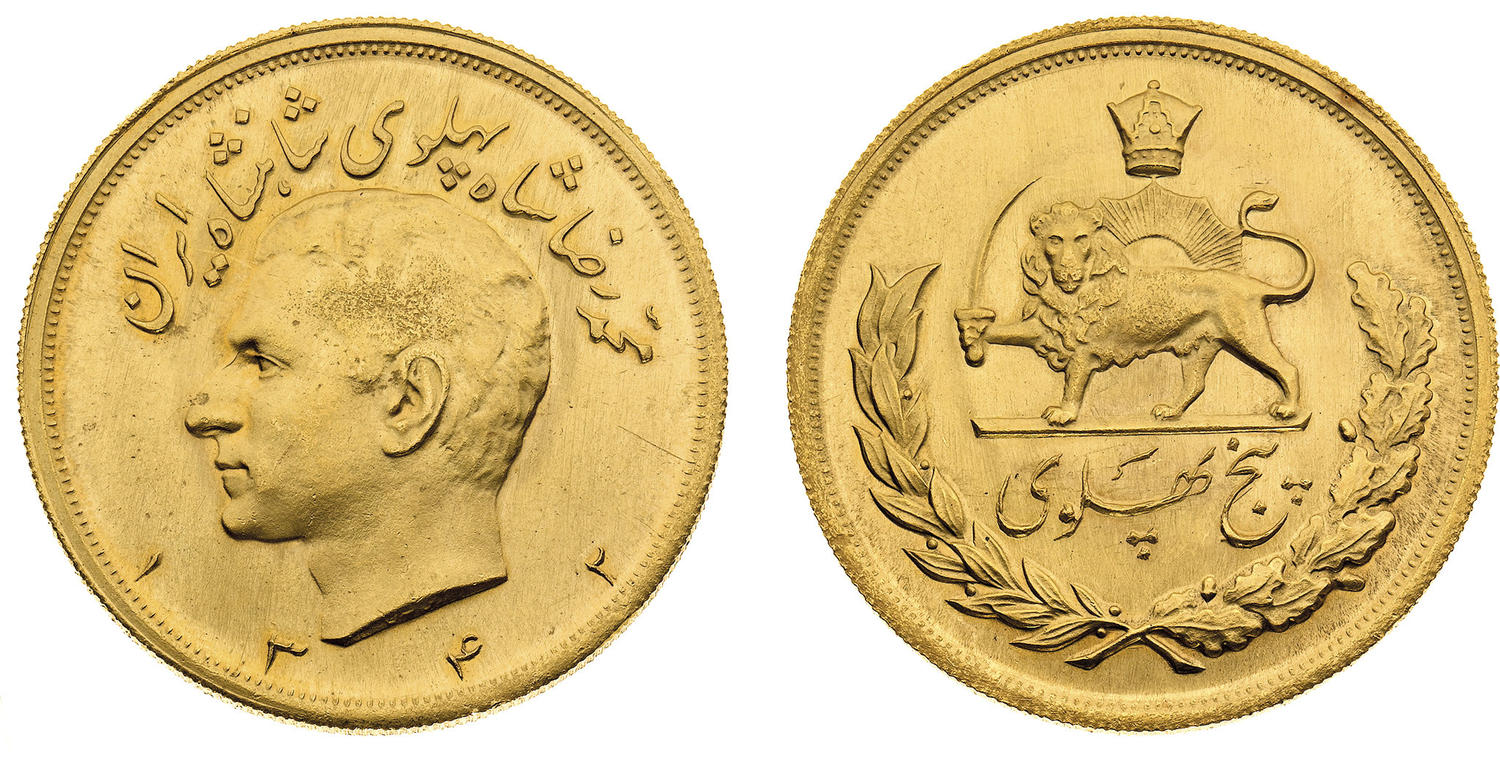
خمسة بهلوي
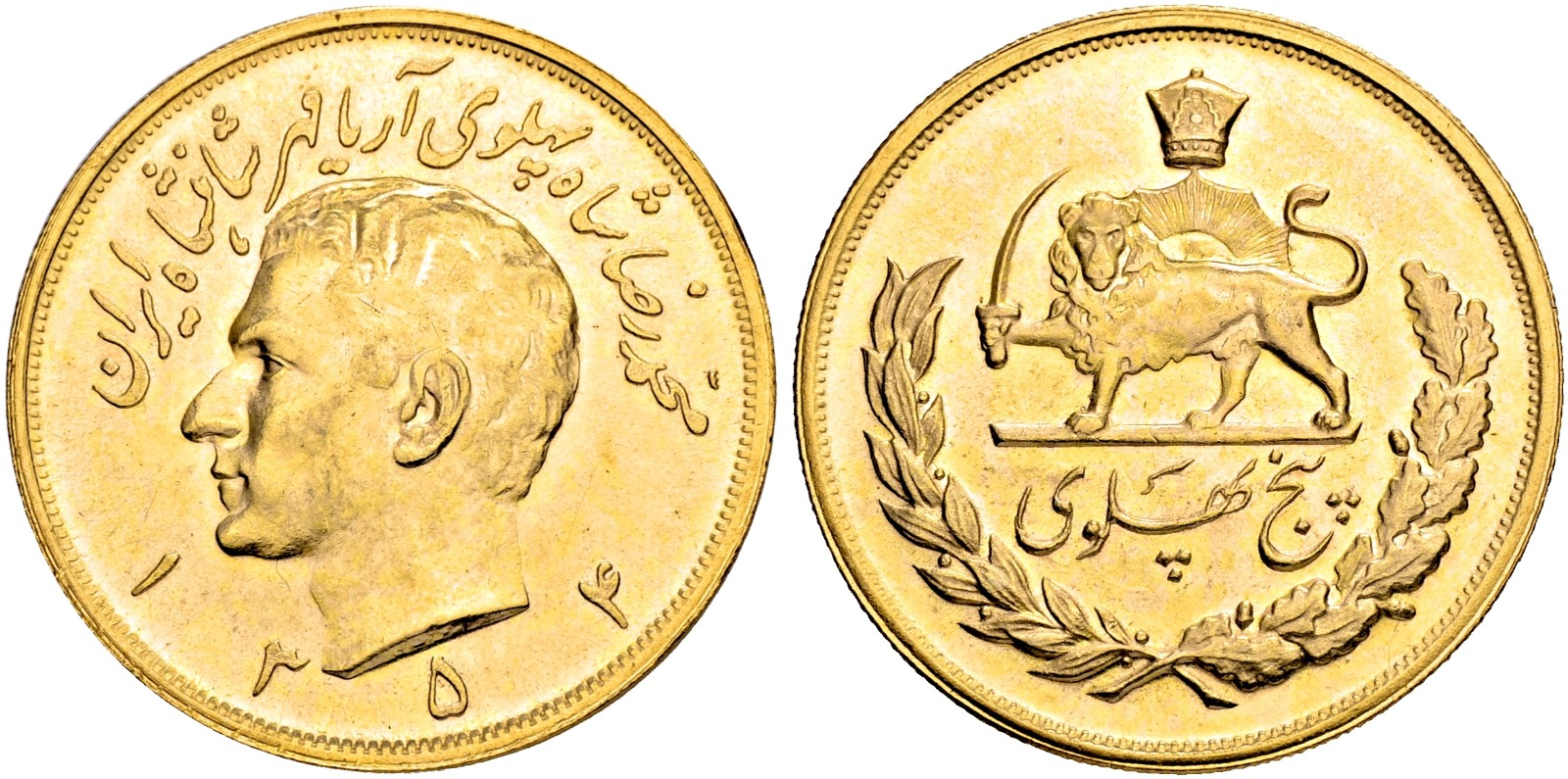
خمسة بهلوي (أريامهر)
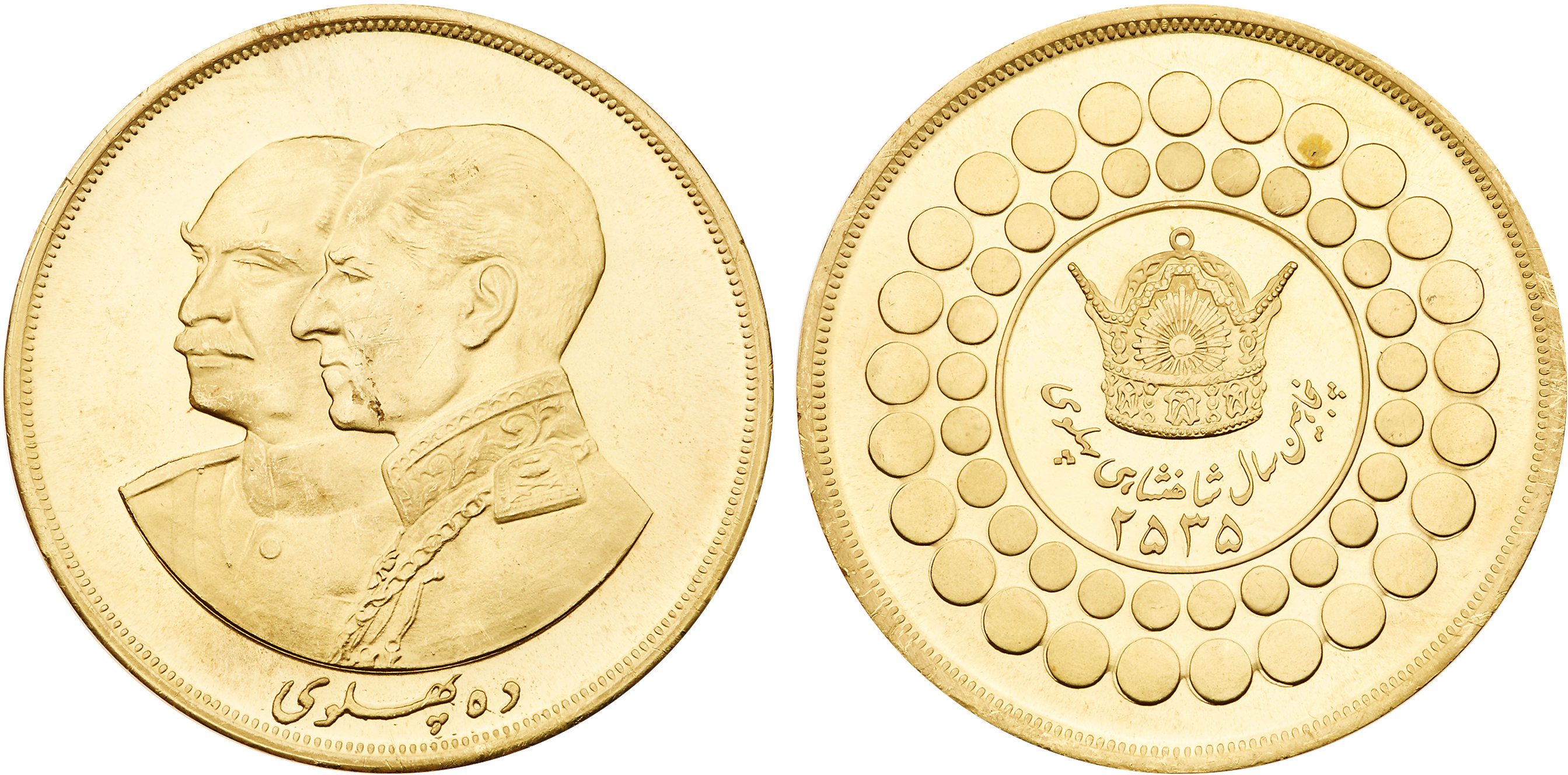
عشرة بهلوي (الذكرى الخمسين لحكم بهلوي)
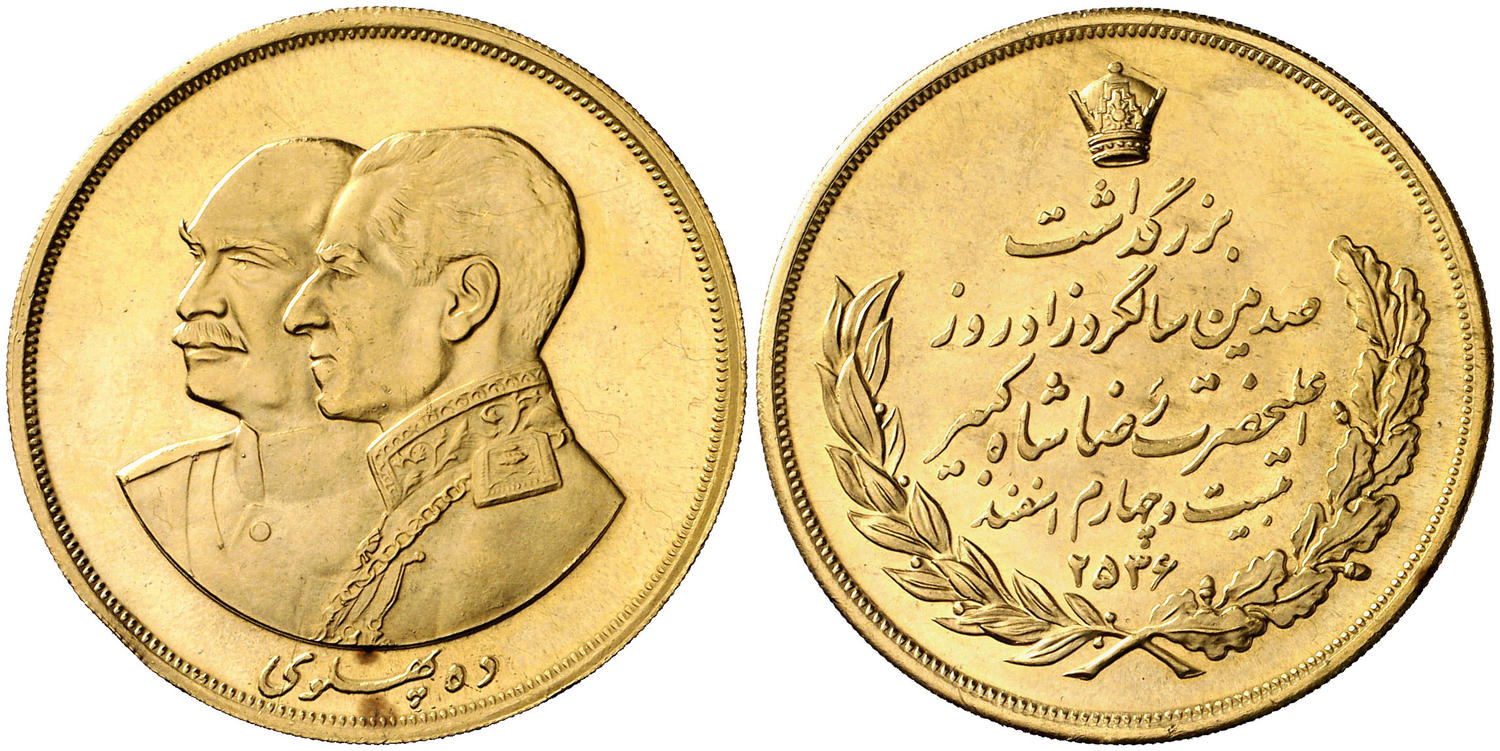
عشرة بهلوي (الذكرى المئوية لميلاد رضا شاه)
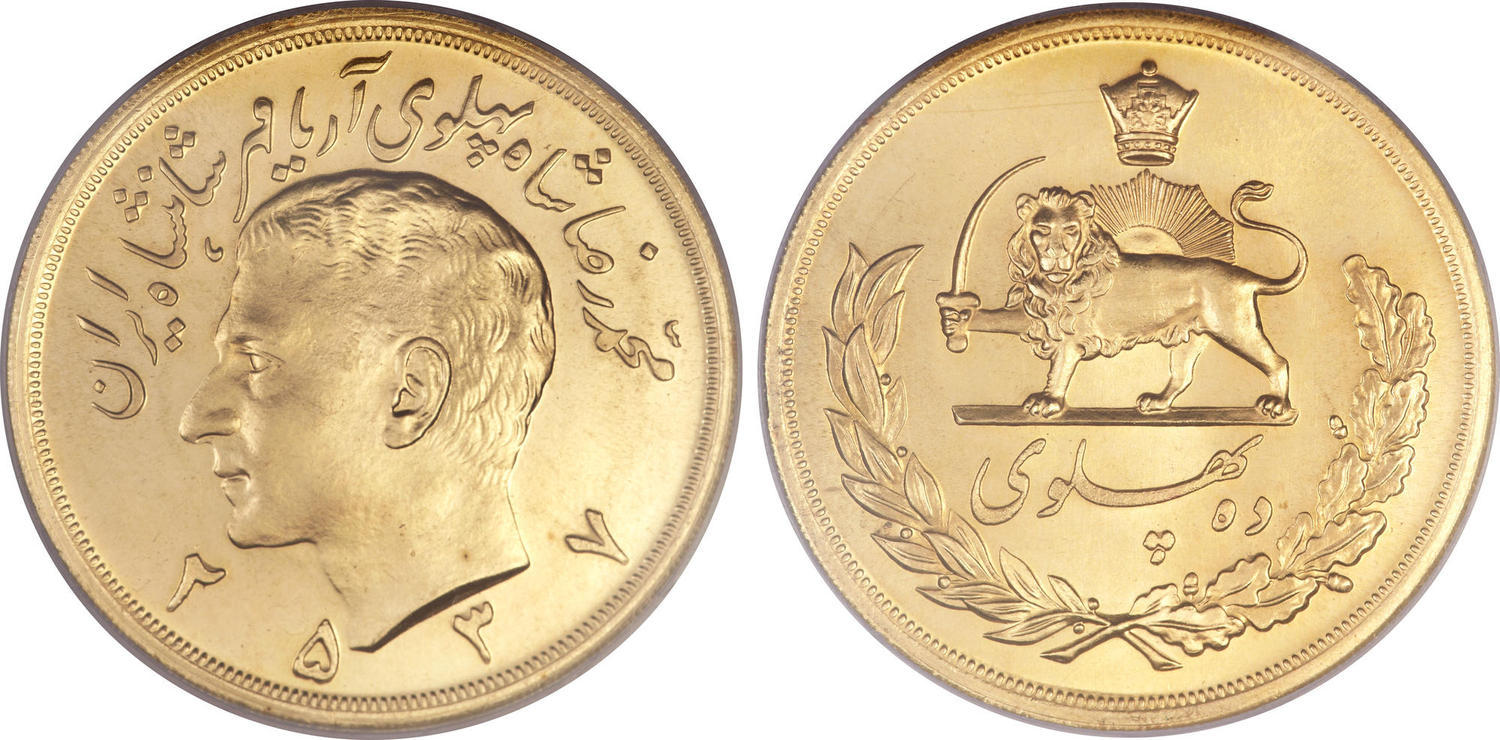
عشرة بهلوية مع تاريخ إمبراطوري
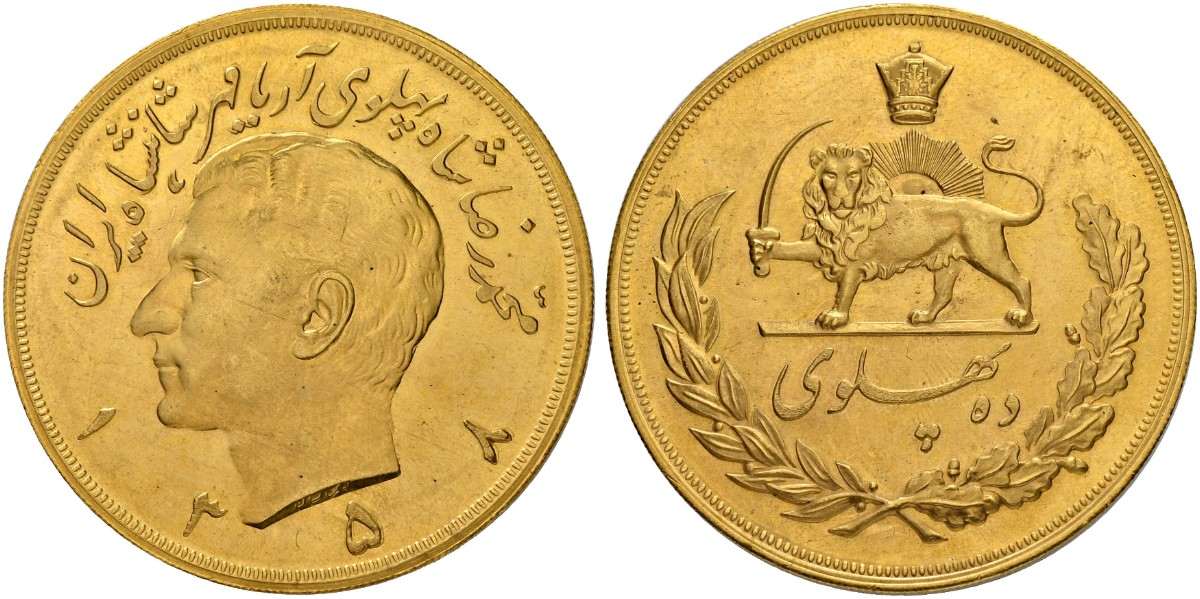
عشرة بهلوية مع التاريخ الهجري الشمسي